# Station Szklarska Poręba Huta
Station Szklarska Poręba Huta is een spoorwegstation in de Poolse plaats Szklarska Poręba.